# 伴随向量映射原理
伴随向量映射原理（covector mapping principle）是泛函分析的基礎定理里斯表示定理中的一個特例。名稱是由Ross和其工作夥伴所命名。伴随向量映射原理提供了運算型最优控制中，可以將离散化和對偶性（dualization）交換順序的條件。

## 說明
假設要將庞特里亚金最大化原理應用在問題{\displaystyle B}，會從給定的最佳控制問題產生一個边值问题。依照Ross的論點，此边值问题是庞特里亚金提昇（Pontryagin lift），表示為問題{\displaystyle B^{\lambda }}。
現在要離散化問題{\displaystyle B^{\lambda }}，這會產生問題{\displaystyle B^{\lambda N}}，其中{\displaystyle N} 表示離散化的點數。為了方便起見，有需要證明下式成立：
{\displaystyle N\to \infty ,\quad {\text{Problem }}B^{\lambda N}\to {\text{Problem }}B^{\lambda }}
在1960年代Kalman等人就已證明要求解{\displaystyle B^{\lambda N}}會非常的困難。此困難性稱之為「複雜度咒詛」（curse of complexity），是「維度咒詛」（dimensionality）的互補。
在1990年代開始的一系列論文中，Ross和Fahroo證明有更簡單求解問題{\displaystyle B^{\lambda }}（因此也包括問題{\displaystyle B}）的方法，作法是先進行離散化（問題{\displaystyle B^{N}}）再進行對偶（問題{\displaystyle B^{N\lambda }}）。此作法需要很小心的進行，以確保解的一致性及收斂。伴随向量映射原理確保可以找到一個伴随向量的映射律，將問題{\displaystyle B^{N\lambda }}的解映射到問題{\displaystyle B^{\lambda N}}的解。